# レバノン・プレミアリーグ
レバノン・プレミアリーグ (英: Lebanese Premier League、阿: الدوري اللبناني لكرة القدم、仏: Championnat du Liban de Football) はレバノン国内最高峰のサッカーリーグである。

## 概要
1934年に設立された。リーグは12クラブで構成されている。
2022-23シーズンは、まず全チーム総当たりで11試合を行い、その後上位6チームを勝者ステージ・下位6チームを敗者ステージに分けてホーム&アウェイの10試合を行い順位を決定する。
勝者ステージ優勝クラブには翌年のAFCチャンピオンズリーグ予選の出場権、2位及びレバノンFAカップ優勝クラブはAFCチャレンジリーグ出場権を得る。また、敗者ステージ下位2チームが降格となる。

## 参加クラブ（2012-13シーズン）
| クラブ                         | ホームタウン | スタジアム                           |
| ------------------------------ | ------------ | ------------------------------------ |
| アル・アヘドFC                 | ベイルート   | ベイルート市立競技場                 |
| アル・アフアー・アル・アハリ   | アレー       | アミーン・アブデルヌール・スタジアム |
| アル・アンサール               | ベイルート   | ベイルート市立競技場                 |
| アル・エグトマーイー           | トリポリ     | トリポリ市立競技場                   |
| ネジメSC                       | ベイルート   | ラフィーク・ハリーリー・スタジアム   |
| レーシング・ベイルート         | ベイルート   | フアード・シハーブ・スタジアム       |
| サファー・ベイルートSC         | ベイルート   | サファー・スタジアム                 |
| サラーム・スール               | ティルス     | スール・スタジアム                   |
| シャバーブ・アル・ガーズィーエ | サイダ       | サイダ国際スタジアム                 |
| シャバーブ・アル・サヘル       | ダーヤー     | ベイルート市立競技場                 |
| タダモン・スールSC             | ティルス     | スール・スタジアム                   |
| トリポリSC                     | トリポリ     | トリポリ市立競技場                   |

## 歴代優勝クラブ
| - 1934 : アル・ナハダ - 1935 : UBA - 1936 : シッカ・レールウェイズ - 1937 : UBA - 1938 : UBA - 1939 : シッカ・レールウェイズ - 1940 : 開催せず - 1941 : シッカ・レールウェイズ - 1942 : アル・ナハダ - 1943 : アル・ナハダ - 1944 : ホメネトメン - 1945 : ホメンメン - 1946 : ホメネトメン - 1947 : アル・ナハダ - 1948 : ホメネトメン - 1949 : アル・ナハダ - 1950 : 開催せず - 1951 : ホメネトメン - 1952 : 開催せず - 1953 : 開催せず - 1954 : ホメンメン - 1955 : ホメネトメン - 1956 : レーシング - 1957 : ホメンメン - 1958 : 開催せず - 1959 : 開催せず - 1960 : 開催せず | - 1961 : ホメンメン - 1962 : 開催せず - 1963 : ホメネトメン - 1964 : 開催せず - 1965 : レーシング - 1966 : 開催せず - 1967 : アル・シャビーバ・マズラア - 1968 : 開催せず - 1969 : ホメネトメン - 1970 : レーシング - 1971 : 開催せず - 1972 : 開催せず - 1973 : ネジメ - 1974 : 開催せず - 1975 : ネジマ - 1976 : 開催せず - 1977 : 開催せず - 1978 : 開催せず - 1979 : 開催せず - 1980 : 開催せず - 1981 : 開催せず - 1982 : 開催せず - 1983 : 開催せず - 1984 : 開催せず - 1985 : 開催せず - 1986 : 開催せず - 1987 : サラーム・ザガルター | - 1988 : アル・アンサール - 1989 : アル・アンサール - 1990 : アル・アンサール - 1991 : アル・アンサール - 1992 : アル・アンサール - 1993 : アル・アンサール - 1994 : アル・アンサール - 1995 : アル・アンサール - 1996 : アル・アンサール - 1997 : アル・アンサール - 1998 : アル・アンサール - 1999 : アル・アンサール - 2000 : ネジマ - 2001 : シーズン途中で中止 - 2002 : ネジマ - 2003 : オリンピック・ベイルート - 2004 : ネジマ - 2005 : ネジマ - 2006 : アル・アンサール - 2007 : アル・アンサール - 2008 : アル・アヘドFC - 2009 : ネジメ - 2010 : アル・アヘドFC - 2011 : アル・アヘドFC - 2012 : サファー - 2013 : サファー - 2014 : ネジメ | - 2015 : アル・アヘドFC - 2016 : サファー - 2017 : アル・アヘドFC - 2018 : アル・アヘドFC - 2019 : アル・アヘドFC - 2020 : シーズン途中で中止 - 2021 : アル・アンサール - 2022 : アル・アヘドFC |  |

## クラブ別優勝回数
| クラブ                             | 回数 | 優勝年                                                                                   |
| ---------------------------------- | ---- | ---------------------------------------------------------------------------------------- |
| アル・アンサール                   | 14   | 1988, 1989, 1990, 1991, 1992, 1993, 1994, 1995, 1996, 1997, 1998, 1999, 2006, 2007, 2021 |
| ネジメ                             | 8    | 1973, 1975, 2000, 2002, 2004, 2005, 2009, 2014                                           |
| アル・アヘドFC                     | 8    | 2008, 2010, 2011, 2015, 2017, 2018, 2019, 2022                                           |
| ホメネトメン・ベイルート           | 7    | 1944, 1946, 1948, 1951, 1955, 1963, 1969                                                 |
| アル・ナハダ                       | 5    | 1934, 1942, 1943, 1947, 1949                                                             |
| ホメンメン・ベイルート             | 4    | 1945, 1954, 1957, 1961                                                                   |
| UBA                                | 3    | 1935, 1937, 1938                                                                         |
| シッカ・レールウェイズ・ベイルート | 3    | 1936, 1939, 1941                                                                         |
| レーシング・ベイルート             | 3    | 1956, 1965, 1970                                                                         |
| サファー・ベイルートSC             | 3    | 2012，2013，2016                                                                         |
| アル・シャビーバ・マズラア         | 1    | 1967                                                                                     |
| サラーム・ザガルター               | 1    | 1987                                                                                     |
| オリンピック・ベイルート           | 1    | 2003                                                                                     |